# Armoriale dei comuni della provincia di Ferrara

Stemma della Provincia di Ferrara

Questa pagina contiene le armi (stemmi e blasonature) dei comuni della provincia di Ferrara.
| Stemma                                                               | Comune e blasonatura | Gonfalone e/o Bandiera |
| -------------------------------------------------------------------- | --- | ---------------------- |
|                                                                      | Argenta Di rosso, alla torre merlata alla ghibellina, coperta, sormontata dalla banderuola, aperta e finestrata, il tutto in argento, movente da uno specchio d'acqua di azzurro fluttuoso d'argento. D.P.C.M. del 24 aprile 1957 |                        |
|                                                                      | Bondeno D'azzurro, all'aquila di argento, linguata di rosso; con la bordatura diminuita, d'oro. Ornamenti esteriori da Comune D.P.R. del 2 dicembre 2010 Gonfalone: Drappo troncato di azzurro e di bianco |                        |
| Stemma con il capo al Littorio Stemma nella versione aulica          | Cento Troncato: il PRIMO, di azzurro, alla banda doppiomerlata d'oro, quattro merli per parte, accompagnata da sei stelle di otto raggi, dello stesso, tre e tre, alternanti i merli; il SECONDO, d'argento, al gambero di rosso, posto in palo, al capo di Angiò. Ornamenti esteriori da Città D.P.R. del 3 novembre 2010 Gonfalone: Drappo di bianco… D.P.R. del 3 novembre 2010 |                        |
|                                                                      | Codigoro D'argento, al cervo al naturale, con la testa rivolta, fermo, sulla pianura di verde. Concessione stemma con D.P.R. del 9 maggio 1997 Gonfalone: Drappo di bianco… |                        |
| Stemma nella versione risalente al 1901                              | Comacchio D'azzurro, al pesce passera d'argento. Ornamenti esteriori da Comune. Gonfalone: drappo di rosso… |                        |
|                                                                      | Copparo Partito: nel primo d'azzurro, al fascio di gramigna [al naturale] legato d'argento e posto in palo; nel secondo di rosso, alla coppa d'oro. Riconoscimento stemma con DPCM del 29 gennaio 1952. Gonfalone: Drappo di bianco. DPR 20 gennaio 1953 |                        |
| Stemma nella versione sannitica Stemma secondo il bozzetto ufficiale | Ferrara Scudo troncato di nero e argento, sormontato da corona ducale. Gonfalone: Drappo troncato di nero e bianco con frange d'argento e nere. Le parti di metallo sono dorate. L'asta verticale è ricoperta di velluto nero con bullette dorate poste a spirale. Nella freccia è rappresentato lo stemma della Città e sul gambo è inciso il nome. Concessione gonfalone con D.C.G. n. 10861 del 2 giugno 1934 |                        |
|                                                                      | Fiscaglia Il comune di Fiscaglia non ha ancora adottato un proprio stemma |                        |
|                                                                      | Goro Tagliato: nel primo di rosso a due spighe di grano d'oro; nel secondo d'azzurro, al cavalluccio marino, pure d'oro, posto in palo. Ornamenti esteriori da Comune. D.P.R. 2 novembre 1972 |                        |
|                                                                      | Jolanda di Savoia Tagliato da una sbarra d'azzurro: nel 1° di rosso, a cinque spighe in ventaglio d'oro; nel 2° campo di cielo, alla pianura al naturale, attraversata nel mezzo da una strada sterrata in banda con allato due cascinali, sullo sfondo due case coloniche poste sulla sinistra e addestrate da un sole radioso d'oro, nascente al limitare della pianura. |                        |
|                                                                      | Lagosanto Conchiglia d'oro su fondo azzurro, circondata da due rami di quercia e alloro annodati da un nastro dei colori nazionali, con sovrastante corona circolare. Concessione stemma con D.P.R. dell'8 agosto 1994 Gonfalone: Drappo di azzurro al palo di bianco riccamente ornato di ricami d'argento caricato dello stemma comunale con l'iscrizione centrata in argento "Comune di Lagosanto". L'asta verticale sarà ricoperta di velluto azzurro con bullette argentate poste a spirale. Nella freccia sarà rappresentato lo stemma del Comune e sul gambo inciso il nome. Cravatta e nastri tricolori dai colori nazionali frangiati d'argento. Concessione gonfalone con RD del 1º febbraio 1940 |                        |
|                                                                      | Masi Torello Semipartito troncato: nel primo di rosso, alla figura di San Giacomo al naturale, aureolato d'oro, armato di spada e accompagnato dalla scritta S. Jacobus; nel secondo di giallo, all'aquila estense coronata d'argento; nel terzo di azzurro, al toro furioso d'oro. Ornamenti esteriori da Comune. D.P.R. 21 luglio 1962 registrato alla Corte dei Conti il 10 settembre 1962 reg. n. 5 Presidenza fog. n. 190 Gonfalone: Drappo di azzurro… |                        |
|                                                                      | Mesola D'azzurro, alla fenice dal piumaggio bruno al naturale, rostrata d'oro, linguata di rosso, illuminata d'argento, sorante sulla sua immortalità di rosso, movente dalla punta, e mirante un sole radioso d'oro, posto nel cantone destro del capo. |                        |
|                                                                      | Ostellato Troncato: il PRIMO, di azzurro, alle tre stelle di otto raggi d’oro, poste una, due; il SECONDO, di rosso, alle nove spighe di grano, impugnate, d’oro, legate d’argento. Ornamenti esteriori da Comune. Gonfalone: Drappo di bianco bordato di azzurro… |                        |
|                                                                      | Poggio Renatico Partito: nel 1° d'oro, ai tre pali di rosso; nel 2°, campo di cielo, alla torre quadra, di rosso, mattonata di nero, posta a sinistra, vista in prospettiva, merlata alla ghibellina, di sei, quattro merli, di cui due angolari, nel lato più visibile, due in prospettiva, munita nel detto lato di tre finestre poste in palo, di nero, chiusa di nero nel lato visto in prospettiva, la porta sormontata di due finestre di nero ordinate in palo e posta al livello del ponte di due archi e del mezzo arco, esteso fino alla linea di partizione, di rosso, mattonato di nero, due a destra, il terzo a sinistra, uscente dal lembo dello scudo; edifici, parte del ponte e torre fondati sullo sperone di verde, di forma pressocchè triangolare, uscente dal lembo dello scudo, con la punta contigua all'intradosso dell'arco del ponte posto a sinistra, esso sperone confinante in banda con lo specchio d'acqua. |                        |
|                                                                      | Portomaggiore Campo di cielo, alla barca rivoltata dal fasciame bruno al naturale, fornita di vela quadra spiegata d'argento, fuoriuscente dal cantone destro della punta e vogante in un mare calmo d'azzurro in direzione di un faro in raffigurazione naturalistica, fondato sopra un terreno di verde, movente dal cantone sinistro della punta; sull'estremità del terreno in prossimità del mare sono depositati, per il carico, due barili al naturale, l'uno coricato, l'altro ritto e ai quali è appoggiata una balla di mercanzia ravvolta in una tela d'oro, legata di nero; al capo di campo di cielo, sostenuto da una divisa d'oro, carico di tre stelle a cinque raggi del medesimo, male ordinate. |                        |
|                                                                      | Riva del Po Tagliato: nel PRIMO, d'argento, alla fiaccola di bronzo al naturale, infiammata di rosso; nel SECONDO, di rosso, alla ruota da mulino d'oro, movente dalla pianura troncata: nel 1° d'argento, ondato d'azzurro, nel 2° di verde; il tutto accompagnato nel cantone sinistro del capo da una stella a otto raggi d'oro. Ornamenti esteriori da Comune. D.P.R. del 19 luglio 2022. Il gonfalone non ha ancora un decreto di concessione. |                        |
|                                                                      | Terre del Reno Di verde, a due racemi vegetali, decussati, il 1º di frassino, d'argento, il 2º di farnia, d'oro, accompagnati in punta ed in capo da due stelle (8), la 1ª d’oro, la 2ª d'argento; il tutto attraversato da una fascia ondata di 5 file, d'argento e d'azzurro. Gonfalone: Drappo troncato di azzurro e di bianco caricato dello stemma comunale. Bandiera: Drappo di verde caricato dello stemma comunale al vivo… |                        |
|                                                                      | Tresignana Il comune di Tresignana non ha ancora adottato un proprio stemma |                        |
|                                                                      | Vigarano Mainarda Partito: al 1° troncato di nero e di argento; al 2° di rosso, a tre mani d'argento, le superiori destra e sinistra. R.D. 24 febbraio 1907 Gonfalone: Drappo partito di rosso e di bianco… D.P.R. del 1º giugno 1977 |                        |
|                                                                      | Voghiera D'azzurro, al castello di Belriguardo al naturale, murato, aperto e finestrato di nero, fondato su campagna di verde. |                        |

## Ex comuni
| Stemma                        | Ex comune e blasonatura | Gonfalone |
| ----------------------------- | --- | --------- |
|                               | Berra Di verde e di bianco intersecato in fascia; il capo, di verde, porta tre stelle a cinque punte d'oro; la fascia, di bianco, porta un fiume azzurro biforcato all'estremità destra; la punta, di verde, porta una fiaccola accesa al vento, con fiamma volta verso destra. Cimiero: corona ferrea dalla quale si dipartono due nastri azzurri discendenti, ondeggianti ai lati dello scudo |           |
|                               | Formignana (dal 2019 soppresso per la costituzione del comune di Tresignana) Campo di cielo, con campagna mareggiata, alla torre quadrata e coperta, fondata su di uno scoglio movente dal mare, il tutto al naturale; al capo di porpora. Ornamenti esteriori da Comune. Concessione stemma con R.D. 23.07.1937 |           |
|                               | Massa Fiscaglia (dal 2014 soppresso per la costituzione del comune di Fiscaglia) D'argento, alla campana di bronzo al naturale. |           |
| Stemma precedentemente in uso | Migliarino (dal 2014 soppresso per la costituzione del comune di Fiscaglia) Partito: nel primo d'azzurro, alla campana d'argento; nel secondo d'argento, all'aquila bicipite dimidiata ed uscente dalla partizione di nero, linguata di rosso, illuminata d'argento, la testa fregiata d'una corona a fioroni d'oro. |           |
|                               | Migliaro (dal 2014 soppresso per la costituzione del comune di Fiscaglia) D'oro, alla pianta di miglio fiorita di rosso, piantata su terreno al naturale. D.P.R. del 2 giugno 1972 Gonfalone: Drappo partito di giallo e di verde |           |
|                               | Mirabello (dal 2017 soppresso per la costituzione del comune di Terre del Reno) D'azzurro, a un viale al naturale, alberato di due filari di pioppi di verde. Sotto lo scudo, su lista d'azzurro con le estremità bifide, il motto "Ovrare in concordia". Concessione stemma con D.P.R. del 13 maggio 1971 Gonfalone: Drappo di azzurro… |           |
|                               | Ro D'argento, alle due fasce: la prima di nero dentata di quattro pezzi inferiormente, la seconda d'azzurro ondata. |           |
|                               | Sant'Agostino (dal 2017 soppresso per la costituzione del comune di Terre del Reno) Troncato: nel 1° campo di cielo, al libro dalle sacre scritture aperto d'argento con effigiato, a piena pagina di destra, un cuore infiammato di rosso (ordine Agostiniano), seguito, su quella a sinistra, da una grafia di nero; il libro è timbrato da una mitra vescovile d’oro, con ricamata una croce d'argento, le infule, svolazzanti in fascia d’argento con bordi e frange d'oro, ognuna adorna, in ricamo, da una crocetta del medesimo; l'insieme è accollato da una croce processionale trifogliata posta in banda d'oro e da una pastorale in sbarra del medesimo con il ricciolo volto a sinistra, passati in croce di S. Andrea; il tutto sormonta una giogaia di montagne d'azzurro, movente dai fianchi dello scudo e dal tratto della troncatura ed attraversata, sulla destra, da 4 pioppi appressati di verde, fuoriuscenti dalla partizione; nel 2º di verde al fiume Reno in raffigurazione allegorica di un vecchio ignudo di carnagione, parzialmente coperto di un manto di rosso, caricato con il busto in mestà, le gambe allungate ed incrociate, crinito e barbuto d'argento, la testa cinta da una corona fogliata di verde, vista di prospetto ed attraversante la partizione e la giogaia di montagne; la vegliarda figura è compiuta da tre anfore di coccio caricate e versanti acque, il tutto al naturale; la prima anfora è trattenuta dalla mano destra e posata sul ginocchio destro ed imbellita da uno scudo recante l'arma gentilizia dei Lambertini (d'oro, a tre pali di rosso), la seconda anfora è riversa tra i piedi e la terza funge da appoggio all'avambraccio sinistro; al piano d’argento, carico di una stella a sei raggi d’oro. |           |
|                               | Tresigallo (dal 2019 soppresso per la costituzione del comune di Tresignana) Alla lupa digrignante, ferma sulla sponda di un fiume scorrente al centro di una pianura, il tutto al naturale. Sulla sponda opposta un gallo di bianco, fuggente con la testa rivolta verso la lupa. La pianura è limitata in capo da una lista d'azzurro carica di colline. Sotto lo scudo la legenda TRANS GALLIAM, LAVORO E LIBERTÀ. Concessione stemma con D.P.R. del 27 aprile 1967 |           |